# Resultados do Carnaval do Rio de Janeiro em 1978
Nesta página estão listados os resultados dos concursos de escolas de samba, blocos de empolgação, blocos de enredo, frevos carnavalescos, ranchos carnavalescos e sociedades carnavalescas do carnaval do Rio de Janeiro do ano de 1978. Os desfiles foram realizados entre os dias 4 e 11 de fevereiro de 1978.
Campeã nos dois anos anteriores, a Beija-Flor venceu o Grupo 1 novamente, conquistando seu terceiro título no carnaval. A escola realizou um desfile sobre a formação do universo segundo a cultura iorubá. O enredo "A Criação do Mundo na Tradição Nagô" foi desenvolvido pelo carnavalesco Joãosinho Trinta, que conquistou o sexto título de campeão, sendo o quinto consecutivo. A Mangueira ficou com o vice-campeonato com um desfile em homenagem aos seus cinquenta anos. O Império Serrano foi rebaixado pela primeira vez em sua história. Vila Isabel, Arrastão de Cascadura e Arranco também foram rebaixadas para a segunda divisão.
O Grupo 2 foi vencido pela Unidos de São Carlos. A escola foi promovida à primeira divisão junto com a vice-campeã, Imperatriz Leopoldinense. Em Cima da Hora conquistou o título da terceira divisão, mas não foi promovida de grupo devido à reorganização das agremiações do acesso. Lenhadores ganhou a disputa dos frevos. Aliados de Quintino foi o campeão dos ranchos. Clube dos Embaixadores venceu o concurso das grandes sociedades.
Cardosão; Unidos de Oswaldo Cruz; e Bacanas do Méier venceram os grupos de blocos de empolgação. Vai Se Quiser; Cometas do Bispo; Mocidade de São Matheus; Difícil É o Nome; Mocidade de Camaré; Acadêmicos do Vidigal; Garrafal; Turma da Chupeta; Três Unidos do Lote XV; Arrastão de São João; e Solidão de Cabuis foram os campeões dos grupos de blocos de enredo.

## Escolas de samba

### Grupo 1
O desfile do Grupo 1 foi organizado pela Associação das Escolas de Samba da Cidade do Rio de Janeiro (AESCRJ) e realizado a partir das 19 horas e 35 minutos do domingo, dia 5 de fevereiro de 1978. O local de desfile foi transferido para a Rua Marquês de Sapucaí. O desfile foi aberto por Arranco e Arrastão de Cascadura, respectivamente vice-campeã e campeã do Grupo 2 do ano anterior.
| Ordem dos desfiles |
| 1. Arranco 2. Arrastão de Cascadura 3. União da Ilha do Governador 4. Acadêmicos do Salgueiro 5. Mocidade Independente de Padre Miguel 6. Portela 7. Unidos de Vila Isabel 8. Império Serrano 9. Beija-Flor 10. Estação Primeira de Mangueira |

Quesitos e julgadores
As escolas foram avaliadas em nove quesitos.
| Quesito | Quesito                      | Valor         | Julgador 1             | Julgador 2           |
| ------- | ---------------------------- | ------------- | ---------------------- | -------------------- |
|         | Bateria                      | 1 a 10 pontos | Mario Bruno Manzolillo | Geraldinho Carneiro  |
|         | Samba-Enredo                 | 1 a 10 pontos | Ary Vasconcelos        | Lourival Faissal     |
|         | Harmonia                     | 1 a 10 pontos | George André           | Newton Cavalcanti    |
|         | Evolução                     | 1 a 10 pontos | Ana Maria King         | Sônia Estrela        |
|         | Mestre-Sala e Porta-Bandeira | 1 a 10 pontos | Armando Nesi           | Edmundo Carijó       |
|         | Enredo                       | 1 a 10 pontos | Bráulio Pedroso        | Paulo César Saraceni |
|         | Fantasias                    | 1 a 10 pontos | Ferdy Carneiro         | José Paixão          |
|         | Comissão de Frente           | 1 a 10 pontos | Adilson Prado          | Germano Blum         |
|         | Alegorias e Adereços         | 1 a 5 pontos  | Luís Lima              | Alberto Reis         |

#### Classificação
A Beija-Flor conquistou seu terceiro título consecutivo no carnaval. A escola realizou um desfile sobre a formação do universo segundo a cultura iorubá. O enredo "A Criação do Mundo na Tradição Nagô" foi desenvolvido pelo carnavalesco Joãosinho Trinta, que conquistou seu sexto título de campeão, sendo o quinto consecutivo. Vice-campeã por três pontos de diferença para a escola de Nilópolis, a Mangueira comemorou seus cinquenta anos de fundação com um desfile sobre o Morro da Mangueira, abordando desde o tempo do Império do Brasil (daí o nome do enredo) até a construção do "Palácio do Samba" (a sede da escola). Terceira colocada, a Mocidade Independente de Padre Miguel realizou um desfile sobre as artes, festas e mitos populares do Brasil. União da Ilha do Governador ficou em quarto lugar com uma apresentação sobre a busca do homem por descobrir seu futuro através de búzios, cartomantes, horóscopos e afins. Fez sucesso o samba-enredo da escola, eternizado pelo refrão "Como será o amanhã? / Responda quem puder / O que irá me acontecer? / O meu destino será como Deus quiser". Com um desfile sobre as mulheres brasileiras, a Portela se classificou em quinto lugar. Acadêmicos do Salgueiro foi a sexta colocada desfilando um enredo semelhante ao da Beija-Flor, sobre a cultura iorubá.
O Império Serrano sofreu o primeiro rebaixamento de sua história. Sétima colocada, a escola homenageou o ator hispano-brasileiro Oscarito, morto em 1970. Após treze anos na elite do carnaval, a Unidos de Vila Isabel foi rebaixada para a segunda divisão. Oitava colocada, a escola realizou um desfile sobre a cultura negra da Bahia e em homenagem à Iemanjá. Estreando no primeiro grupo após vencer o Grupo 2 no ano anterior, o Arrastão de Cascadura foi rebaixado de volta para a segunda divisão. Penúltima colocada, a escola realizou um desfile sobre a relação do homem com as máquinas. Também estreando na primeira divisão, o Arranco foi rebaixado de volta para o Grupo 2 que, a partir do ano seguinte, passou a se chamar Grupo 1-B. Última colocada, a escola realizou um desfile sobre o universo infantil.
| Legenda: Desfile dos Campeões Rebaixadas para o Grupo 2 (1-B) |

| Col. | Escola                                | Enredo                                               | Carnavalesco(a)                              | Pontos |
| ---- | ------------------------------------- | ---------------------------------------------------- | -------------------------------------------- | ------ |
| 1    | Beija-Flor                            | A Criação do Mundo na Tradição Nagô                  | Joãosinho Trinta                             | 166    |
| 2    | Estação Primeira de Mangueira         | Dos Carroceiros do Imperador ao Palácio do Samba     | Júlio Mattos e Kalma Murtinho                | 163    |
| 3    | Mocidade Independente de Padre Miguel | Brasiliana                                           | Arlindo Rodrigues                            | 152    |
| 4    | União da Ilha do Governador           | O Amanhã                                             | Maria Augusta                                | 150    |
| 5    | Portela                               | Mulher à Brasileira                                  | Hiran Araújo, Lícia Lacerda e Rosa Magalhães | 148    |
| 6    | Acadêmicos do Salgueiro               | Do Yorubá à Luz, a Aurora dos Deuses                 | Fernando Pamplona                            | 147    |
| 7    | Império Serrano                       | Oscarito, Carnaval e Samba, Uma Chanchada no Asfalto | Fernando Pinto                               | 139    |
| 8    | Unidos de Vila Isabel                 | Dique, Um Mar de Amor                                | Jorge Laureano e Silvio Cunha                | 115    |
| 9    | Arrastão de Cascadura                 | Talaque, Talaque, o Romance da Maria-Fumaça          | Luiz Fernandes e Ricardo de Aquino           | 109    |
| 10   | Arranco                               | Sonho Infantil                                       | Hélio de Andrade                             | 105    |

### Grupo 2
O desfile do Grupo 2 foi organizado pela AESCRJ e realizado na Avenida Rio Branco, entre as 19 horas da segunda-feira, dia 5 de fevereiro de 1978, e as 9 horas e 45 minutos do dia seguinte.
| Ordem dos desfiles |
| 1. Acadêmicos de Santa Cruz 2. Caprichosos de Pilares 3. Unidos da Ponte 4. Acadêmicos do Engenho da Rainha 5. Imperatriz Leopoldinense 6. Unidos da Tijuca 7. Lins Imperial 8. Unidos de Lucas 9. Império da Tijuca 10. União de Jacarepaguá 11. Unidos de São Carlos 12. Unidos do Cabuçu 13. Unidos do Jacarezinho 14. Império do Marangá 15. São Clemente 16. Tupy de Brás de Pina |

Quesitos e julgadores
As escolas foram avaliadas em nove quesitos.
| Legenda: * Sem informação disponível |

| Quesito | Quesito                      | Valor         | Julgador                |
| ------- | ---------------------------- | ------------- | ----------------------- |
|         | Bateria                      | 1 a 10 pontos | Luiz Carlos Maciel      |
|         | Samba-Enredo                 | 1 a 10 pontos | Telmo de Oliveira       |
|         | Harmonia                     | 1 a 10 pontos | Luís Almeida Anunciação |
|         | Evolução                     | 1 a 10 pontos | *                       |
|         | Mestre-Sala e Porta-Bandeira | 1 a 10 pontos | Lurdes Braga Carijó     |
|         | Enredo                       | 1 a 10 pontos | Valmir Cherques         |
|         | Fantasias                    | 1 a 10 pontos | Humberto Cerqueira      |
|         | Comissão de Frente           | 1 a 10 pontos | Marina Massari          |
|         | Alegorias e Adereços         | 1 a 5 pontos  | Sérgio Ribeiro          |

#### Classificação
Unidos de São Carlos foi a campeã, conquistando seu terceiro título na segunda divisão. Com a vitória, a escola garantiu seu retorno à primeira divisão, de onde foi rebaixada no ano anterior. A Unidos de São Carlos homenageou o cronista e compositor carioca Orestes Barbosa, morto em 1966. Vice-campeã, a Imperatriz Leopoldinense também garantiu seu retorno ao Grupo 1, de onde foi rebaixada no ano anterior. As duas escolas somaram a mesma pontuação final. São Carlos conquistou o título no quesito de desempate, Harmonia, onde teve nota maior. Devido à reorganização dos grupos de acesso e à criação de uma quarta divisão no ano seguinte, dez escolas foram rebaixadas para a terceira divisão, que passou a se chamar Grupo 2-A.
| Legenda: Promovidas ao Grupo 1 (1-A) / Desfile dos Campeões Rebaixadas para o Grupo 3 (2-A) * Sem informação disponível |

| Col. | Escola                          | Enredo                                                | Carnavalesco(a)                                                    | Pontos | Desempate         |
| ---- | ------------------------------- | ----------------------------------------------------- | ------------------------------------------------------------------ | ------ | ----------------- |
| 1    | Unidos de São Carlos            | Céu de Orestes no Chão de Estrelas                    | Roberto Nascimento, Célia de Oliveira, Beth Filipecki e Paulo Luís | 93     | Harmonia (10 pts) |
| 2    | Imperatriz Leopoldinense        | Vamos Brincar de Ser Criança                          | Max Lopes                                                          | 93     | Harmonia (8 pts)  |
| 3    | Unidos do Cabuçu                | Exaltação às Pedras Preciosas do Brasil               | *                                                                  | 84     | Bateria (10 pts)  |
| 4    | Unidos de Lucas                 | Preta, Preta... Pretinha                              | John Ide e Ubirajara Proença                                       | 84     | Bateria (9 pts)   |
| 5    | Unidos da Ponte                 | Festa de Olubajé                                      | *                                                                  | 81     | -                 |
| 6    | Caprichosos de Pilares          | Festa da Uva no Rio Grande do Sul                     | Ataíde, Antônio Mair e João Severino                               | 77     | -                 |
| 7    | Império do Marangá              | Salamanca do Jarau                                    | *                                                                  | 76     | -                 |
| 8    | Lins Imperial                   | Viagem Encantada do Tio Benjamim do Vale da Esperança | José Félix                                                         | 75     | -                 |
| 9    | São Clemente                    | Apoteose ao Teatro de Revista                         | Ivo da Rocha Gomes                                                 | 74     | Bateria (9 pts)   |
| 10   | Unidos do Jacarezinho           | Todas as Rosas do meu Rio                             | Jesué Silva e Moryd Baimaceda                                      | 74     | Bateria (8 pts)   |
| 11   | Império da Tijuca               | Calendário do Rio                                     | *                                                                  | 73     | -                 |
| 12   | União de Jacarepaguá            | Cor, Ação e Samba                                     | Adal e Edson Mendes                                                | 70     | -                 |
| 13   | Tupy de Brás de Pina            | Manôa, Um Sonho Dourado                               | *                                                                  | 68     | -                 |
| 14   | Acadêmicos do Engenho da Rainha | Criação do Mundo, Segundo os Carajás                  | Laerte Bastos Miranda                                              | 67     | -                 |
| 15   | Unidos da Tijuca                | A Praça dos Sonhos, Amor, Alegria e Fantasia          | Orlando Pereira                                                    | 62     | -                 |
| 16   | Acadêmicos de Santa Cruz        | O Mestre da Musicologia Nacional                      | Aganipe Guimarães                                                  | 59     | -                 |

### Grupo 3
O desfile do Grupo 3 foi organizado pela AESCRJ e realizado na Avenida Graça Aranha, entre as 20 horas e 30 minutos do domingo, dia 5 de fevereiro de 1978, e as 8 horas e 45 minutos do dia seguinte.
| Ordem dos desfiles |
| 1. Império de Campo Grande 2. Inferno Verde 3. Unidos de Padre Miguel 4. Unidos de Cosmos 5. Foliões de Botafogo 6. Unidos de Bangu 7. Unidos da Zona Sul 8. Unidos de Manguinhos 9. Independentes do Zumbi 10. Em Cima da Hora 11. Grande Rio 12. Independentes de Cordovil 13. União de Vaz Lobo 14. Acadêmicos da Cidade de Deus 15. Unidos de Nilópolis 16. Unidos do Uraiti 17. Paraíso do Tuiuti 18. Unidos da Vila Santa Tereza |

Quesitos e julgadores
As escolas foram avaliadas em nove quesitos.
| Legenda: * Sem informação disponível |

| Quesito | Quesito                      | Valor         | Julgador               |
| ------- | ---------------------------- | ------------- | ---------------------- |
|         | Bateria                      | 1 a 10 pontos | Marcos Farina de Souza |
|         | Samba-Enredo                 | 1 a 10 pontos | Ignez Perdigão         |
|         | Harmonia                     | 1 a 10 pontos | José Oliveira Teixeira |
|         | Evolução                     | 1 a 10 pontos | *                      |
|         | Mestre-Sala e Porta-Bandeira | 1 a 10 pontos | Aparecida de Holanda   |
|         | Enredo                       | 1 a 10 pontos | Maria José de Oliveira |
|         | Fantasias                    | 1 a 10 pontos | Aldo Garcia            |
|         | Comissão de Frente           | 1 a 10 pontos | Nelson de Andrade      |
|         | Alegorias e Adereços         | 1 a 5 pontos  | José Maria             |

#### Classificação
Com um desfile sobre o samba, a Em Cima da Hora foi campeã do Grupo 3. Devido à reorganização dos grupos de acesso, as quatorze últimas colocadas foram rebaixadas para a quarta divisão das escolas de samba, que foi criada no ano seguinte. As demais agremiações foram mantidas na terceira divisão, incluindo a campeã.
| Legenda: Desfile dos Campeões Rebaixadas para a quarta divisão * Sem informação disponível |

| Col. | Escola                       | Enredo                                                                             | Carnavalesco(a)                                    | Pontos |
| ---- | ---------------------------- | ---------------------------------------------------------------------------------- | -------------------------------------------------- | ------ |
| 1    | Em Cima da Hora              | O Samba É o Embaixador                                                             | Ney Roriz                                          | 92     |
| 2    | Independentes de Cordovil    | Pregões do Rio Antigo                                                              | *                                                  | 89     |
| 3    | Unidos de Bangu              | Essa Dupla É Uma Parada                                                            | Ernesto Nascimento                                 | 89     |
| 4    | Unidos do Uraiti             | Zumbi dos Palmares, o Herói da Escravidão á Princesa Isabel, Heroína da Libertação | *                                                  | 86     |
| 5    | Unidos de Padre Miguel       | Festa de Yemanjá                                                                   | Guilherme Martins, Antônio Andrade e Djalma Santos | 85     |
| 6    | Paraíso do Tuiuti            | Carnaval de Ontem e de Hoje                                                        | Júlio Mattos                                       | 79     |
| 7    | Independentes do Zumbi       | Entre os Guerreiros está Zumbi                                                     | *                                                  | 76     |
| 8    | Unidos de Nilópolis          | Samba no Morro                                                                     | Augusto Almeida                                    | 75     |
| 9    | Unidos da Vila Santa Tereza  | 45 Anos do Reinado de Momo                                                         | Boreo                                              | 75     |
| 10   | Grande Rio                   | Devaneios de Um Pierrot                                                            | *                                                  | 74     |
| 11   | Império de Campo Grande      | Zumbi                                                                              | *                                                  | 73     |
| 12   | Unidos da Zona Sul           | Auri-verde, Mitos, Raças, Costumes, Tradições e Riquezas de Uma Nação              | *                                                  | 71     |
| 13   | Acadêmicos da Cidade de Deus | Ifá, o Orixá da Adivinhação                                                        | *                                                  | 70     |
| 14   | Unidos de Manguinhos         | Castro Alves                                                                       | *                                                  | 70     |
| 15   | Foliões de Botafogo          | Festa no Céu                                                                       | *                                                  | 69     |
| 16   | Unidos de Cosmos             | Os Jangadeiros Nordestinos                                                         | *                                                  | 68     |
| 17   | Inferno Verde                | Paulo da Portela                                                                   | *                                                  | 68     |
| 18   | União de Vaz Lobo            | Senzala em Festa                                                                   | Jorge Bithencourt                                  | 58     |

## Blocos de empolgação
Os desfiles dos blocos de empolgação foram organizados pela Federação dos Blocos Carnavalescos do Estado do Rio de Janeiro (FBCERJ). A apuração do resultado foi realizada na quinta-feira, dia 9 de fevereiro de 1978, no Pavilhão de São Cristóvão.

### Grupo A
O desfile do Grupo A foi realizado a partir das 14 horas da segunda-feira, dia 6 de fevereiro de 1978, na Rua Marquês de Sapucaí. Foi aberto pelos blocos Filhos de Gandhi, Galeria do Samba, Boêmios de Irajá, Bafo da Onça e Cacique de Ramos, que desfilaram sem julgamento.

#### Classificação
Cardosão foi campeão nos critérios de desempate após somar a mesma pontuação final que o Carinhoso de Bento Ribeiro.
| Legenda: Desfile dos Campeões Rebaixados para o Grupo B |

| Col. | Bloco                        | Pontos |
| ---- | ---------------------------- | ------ |
| 1    | Cardosão                     | 38     |
| 2    | Carinhoso de Bento Ribeiro   | 38     |
| 3    | O Balanço da Mangueira       | 37     |
| 4    | Elas Que Digam               | 36     |
| 5    | Avante de Guadalupe          | 36     |
| 6    | Bacanas da Piedade           | 36     |
| 7    | Urubu Cheiroso               | 36     |
| 8    | Coração das Meninas          | 35     |
| 9    | Q-70 de Pilares              | 31     |
| 10   | Pantera do Engenho da Rainha | 28     |
| 11   | Alegria e Mato               | 26     |
| 12   | Fala Meu Louro               | 25     |
| 13   | Cafonas de Bonsucesso        | 22     |
| 14   | Sufoco de Olaria             | 21     |

### Grupo B
O desfile do Grupo B foi realizado a partir das 18 horas da segunda-feira, dia 6 de fevereiro de 1978, na Avenida Graça Aranha.

#### Classificação
Unidos de Oswaldo Cruz foi o campeão por um ponto de diferença para o Amendoeira.
| Legenda: Promovidos ao Grupo A |

| Col. | Bloco                               | Pontos |
| ---- | ----------------------------------- | ------ |
| 1    | Unidos de Oswaldo Cruz              | 37     |
| 2    | Amendoeira                          | 36     |
| 3    | O Feitiço É Nosso                   | 35     |
| 4    | Xavantes do Tingui                  | 35     |
| 5    | Império das Salsichas de Cavalcante | 35     |
| 6    | Tigre da Vila                       | 34     |
| 7    | Zebra de Madureira                  | 34     |
| 8    | Caracol de Copacabana               | 32     |
| 9    | Xodó de Oswaldo Cruz                | 31     |
| 10   | Segura a Língua Falador             | 31     |
| 11   | Vigor de Padre Miguel               | 27     |
| 12   | Pulo da Onça                        | 24     |
| 13   | Embalo da Torres                    | 24     |

### Grupo C
O desfile do Grupo C foi realizado a partir das 18 horas da segunda-feira, dia 6 de fevereiro de 1978, na Avenida 28 de Setembro, em Vila Isabel.

#### Classificação
Bacanas do Méier foi o campeão por três pontos de diferença para o vice, Independentes do Morro do Pinto.
| Legenda: Promovidos ao Grupo B |

| Col. | Bloco                           | Pontos |
| ---- | ------------------------------- | ------ |
| 1    | Bacanas do Méier                | 40     |
| 2    | Independentes do Morro do Pinto | 37     |
| 3    | Grilo de Bangu                  | 36     |
| 4    | Unidos de Botafogo              | 34     |
| 5    | Tubarão de Bento Ribeiro        | 33     |
| 6    | Chamego de Benfica              | 32     |
| 7    | Caciquinho de Inhoaíba          | 31     |
| 8    | Nasceu Mais Um                  | 29     |
| 9    | Se Mistura Quem Pode            | 28     |
| 10   | Mocidade da Pavuna              | 28     |
| 11   | Alvorecer                       | 28     |
| 12   | Parece que Bebe                 | 27     |

## Blocos de enredo
Os desfiles dos blocos de enredo foram organizados pela FBCERJ. A apuração dos resultados foi realizada na quinta-feira, dia 9 de fevereiro de 1978, no Pavilhão de São Cristóvão.

### Grupo 1
O desfile do Grupo 1 foi realizado a partir das 23 horas do sábado, dia 4 de fevereiro de 1978, na Rua Marquês de Sapucaí.

#### Classificação
Vai Se Quiser foi campeão com um desfile sobre Hilário Ojuobá. Os últimos colocados foram rebaixados para o Grupo 2 (no ano seguinte renomeado para 1B). Os demais foram mantidos no mesmo grupo.
| Legenda: Desfile dos Campeões Rebaixados para o Grupo 2 (1-B) * Sem informação disponível |

| Col. | Bloco                               | Enredo                                            | Pontos |
| ---- | ----------------------------------- | ------------------------------------------------- | ------ |
| 1    | Vai Se Quiser                       | O Mundo de Hilário de Ojuoba                      | 165    |
| 2    | Unidos de São Cristóvão             | Em Defesa do Ouro Branco                          | 164    |
| 3    | Canários das Laranjeiras            | Sua Excelência o Mestre Sala                      | 157    |
| 4    | Unidos do Cabral                    | Show Fantástico                                   | 152    |
| 5    | Unidos da Villa Rica                | Criança Carnaval de Alegria                       | 150    |
| 6    | Flor da Mina do Andaraí             | Vila Rica                                         | 143    |
| 7    | Unidos do Cantagalo                 | Touro Rei                                         | 142    |
| 8    | Bafo do Bode                        | Batuque Guiné Dança Guerreira                     | 138    |
| 9    | Quem Fala de Nós Não Sabe o Que Diz | O Confete no Carnaval Brasileiro                  | 133    |
| 10   | Quem Quiser Pode Vir                | Os Grandes Deuses da Televisão                    | 131    |
| 11   | Bafo do Leão                        | Oxumaré                                           | 128    |
| 12   | Cacareco Unidos do Leblon           | Beija-Flor, Símbolo Alegre de uma Cidade          | 127    |
| 13   | Cara de Boi                         | O Rabicho da Geralda                              | 126    |
| 14   | Unidos da Vila Kennedy              | Além Mar a Cobiçar                                | 126    |
| 15   | Baba de Quiabo                      | Trio de Ouro, Glória da Música Popular Brasileira | 122    |
| 16   | Mocidade de Vicente de Carvalho     | Festança do Rei Negro                             | 120    |
| 17   | Alegria de Copacabana               | Copacabana                                        | 111    |

### Grupo 2
O desfile do Grupo 2 foi realizado a partir das 21 horas do sábado, dia 4 de fevereiro de 1978, na Avenida Rio Branco.

#### Classificação
Cometas do Bispo foi campeão nos critérios de desempate, sendo promovido ao Grupo 1 (no ano seguinte renomeado para 1-A) junto com Boêmios do Andaraí e Caprichosos de Bento Ribeiro. Os últimos colocados foram rebaixados para o Grupo 4 (no ano seguinte renomeado para 2-B). Os demais foram mantidos no mesmo grupo.
| Legenda: Promovidos ao Grupo 1 (1-A) Rebaixados para o Grupo 4 (2-B) * Sem informação disponível |

| Col. | Bloco                                  | Enredo                                                   | Pontos |
| ---- | -------------------------------------- | -------------------------------------------------------- | ------ |
| 1    | Cometas do Bispo                       | Primaveras de Casemiro de Abreu                          | 81     |
| 2    | Boêmios do Andaraí                     | Echos de Angelo Agostini                                 | 81     |
| 3    | Caprichosos de Bento Ribeiro           | Rio, Samba e Carnaval                                    | 80     |
| 4    | Embalo do Catete                       | Os Africanos no Brasil                                   | 80     |
| 5    | Namorar Eu Sei                         | Em Tempo de A.I.E.                                       | 78     |
| 6    | Boi da Freguesia da Ilha do Governador | A Festa do Casamento do Mestre-Sala com a Porta-Bandeira | 78     |
| 7    | Mocidade de Guararapes                 | *                                                        | 78     |
| 8    | Mocidade Independente de Inhaúma       | Um Encontro no Céu                                       | 77     |
| 9    | Unidos de São Brás                     | Amazonas "A Raiz do Mistério"                            | 75     |
| 10   | Rosa de Ouro                           | Maria Gomes                                              | 75     |
| 11   | Império da Gávea                       | *                                                        | 73     |
| 12   | Força Jovem do Horto                   | Sua Majestade a Folia                                    | 72     |
| 13   | Coroado de Jacarepaguá                 | A Liberdade                                              | 71     |
| 14   | Mocidade Peteca da Paraná              | A Invasão dos Reis (jogo de cartas)                      | 71     |
| 15   | Infantes da Piedade                    | O Despertar das Flores                                   | 68     |
| 16   | Carinhoso de Vigário Geral             | Rio Carnaval                                             | 67     |
| 17   | Imperial de Lucas                      | No Reino da Primavera                                    | 67     |
| 18   | Leão de Iguaçu                         | Águas de Oxalá                                           | 61     |

### Grupo 3
O desfile do Grupo 3 foi realizado a partir das 21 horas do sábado, dia 4 de fevereiro de 1978, na Avenida 28 de Setembro, em Vila Isabel.

#### Classificação
Mocidade de São Matheus foi o campeão, sendo mantido no mesmo grupo. Os últimos colocados foram rebaixados para o Grupo 5 (no ano seguinte renomeado para 3). Os demais blocos foram mantidos no mesmo grupo.
| Legenda: Desfile dos Campeões Rebaixados para o Grupo 5 (3) * Sem informação disponível |

| Col. | Bloco                       | Enredo                                        | Pontos |
| ---- | --------------------------- | --------------------------------------------- | ------ |
| 1    | Mocidade de São Matheus     | Negramina                                     | 87     |
| 2    | Boêmios da Vila Aliança     | Brasil, Regiões e Folclore                    | 83     |
| 3    | Rouxinol do Grotão da Penha | Rio Dá Samba (Homenagem a João Roberto Kelly) | 81     |
| 4    | Diplomatas de Anchieta      | Reminiscências dos Carnavais                  | 77     |
| 5    | Mocidade do Lins            | Lembranças de Um Rei Nago                     | 75     |
| 6    | Boêmios de Inhaúma          | Rio dos Primórdios Carnavais                  | 73     |
| 7    | Deixa Comigo                | Amor e Sonho de Pierrot e Colombina           | 73     |
| 8    | Samba Como Pode             | Relembrando Noel                              | 71     |
| 9    | Mocidade Unida do Tinguá    | O Misterioso Mundo Zodiacal                   | 71     |
| 10   | Bloco do Barriga            | Águas de Menino                               | 70     |
| 11   | Amar É Viver                | *                                             | 64     |
| 12   | Embaixadores da Paulo Ramos | *                                             | 62     |
| 13   | Unidos do Gramacho          | As Riquezas do Garimpo no Brasil              | 61     |
| 14   | Gavião de Brás de Pina      | Recordação de Noel Rosa                       | 60     |
| 15   | Independente da Barão       | Vida e Obra de Heitor Villa-Lobos             | 58     |
| 16   | Dragão de Irajá             | Vida e Glória do Sambista                     | 52     |
| 17   | Unidos da Fazenda           | Rio de Outrora em Tempo de Carnaval           | 44     |

### Grupo 4
O desfile do Grupo 4 foi realizado a partir das 21 horas da segunda-feira, dia 6 de fevereiro de 1978, na Estrada da Água Grande, em Vista Alegre.

#### Classificação
Difícil É o Nome foi o campeão, sendo promovido ao Grupo 3 (no ano seguinte renomeado para 2-A). Os últimos colocados foram rebaixados para o Grupo 6 (no ano seguinte renomeado para 4). Os demais blocos foram mantidos no mesmo grupo.
| Legenda: Promovido ao Grupo 3 (2-A) / Desfile dos Campeões Rebaixados para o Grupo 6 (4) * Sem informação disponível |

| Col. | Bloco                       | Enredo                                               | Pontos |
| ---- | --------------------------- | ---------------------------------------------------- | ------ |
| 1    | Difícil É o Nome            | Os Astros nas Crenças e Lendas da História do Brasil | 83     |
| 2    | Império de Botafogo         | Rio Carnaval dos Pregões                             | 82     |
| 3    | Vem Como Pode               | Costumes e Tradições. Pedaço por Pedaço do Brasil    | 80     |
| 4    | Unidos do Jardim Botânico   | Exaltação ao Jardim Botânico                         | 78     |
| 5    | Xuxu                        | Recordar É Viver                                     | 73     |
| 6    | Sai Como Pode               | Andanças de um Brasileiro nos dias de Carnaval       | 71     |
| 7    | Hora Certa                  | Exaltação ao Universo                                | 69     |
| 8    | Unidos do Parque Felicidade | O Mundo Encantado das Flores                         | 68     |
| 9    | Mocidade do Grajaú          | Marlene Paiva, da Passarela ao Asfalto               | 67     |
| 10   | Mocidade da Camarista Méier | *                                                    | 60     |
| 11   | Estrela de Jacarepaguá      | Brasil, 20 anos de Glórias                           | 59     |
| 12   | Caprichosos da Z-1          | Crenças e Astrologia                                 | 58     |
| 13   | Coração de Éden             | Carmen Miranda, Embaixatriz do Samba                 | 57     |
| 14   | Solta o Bicho               | O Boêmio                                             | 57     |
| 15   | Mocidade                    | Sabenças e Festas                                    | 51     |
| 16   | Unidos da Vila Jardim       | Esse Rio que eu Amo                                  | 46     |
| 17   | Acadêmicos do Colégio       | Rio - Carnaval em Três Tempos                        | 38     |
| 18   | Gavião de Pilares           | Lembranças do meu Tempo de Criança                   | 38     |

### Grupo 5
O desfile do Grupo 5 foi realizado a partir das 21 horas da segunda-feira, dia 6 de fevereiro de 1978, na Rua Topázios, em Rocha Miranda.

#### Classificação
Mocidade de Camaré foi o campeão, sendo mantido no mesmo grupo. Os últimos colocados foram rebaixados para o Grupo 7 (no ano seguinte renomeado para 5). Os demais blocos foram mantidos no mesmo grupo.
| Legenda: Campeão Rebaixados para o Grupo 7 (5) * Sem informação disponível |

| Col. | Bloco                              | Enredo                                                              | Pontos |
| ---- | ---------------------------------- | ------------------------------------------------------------------- | ------ |
| 1    | Mocidade de Camaré                 | Okolundii - Festa e Culto de um Povo                                | 86     |
| 2    | Acadêmicos de Bento Ribeiro        | Rio Antigo                                                          | 81     |
| 3    | Estrela do Bairro Magali           | Flores na Eterna Primavera                                          | 78     |
| 4    | Amizade da Água Branca             | Os Jangadeiros Modos e Costumes                                     | 76     |
| 5    | Batutas de Cordovil                | Pedra de Xangô e Lendas                                             | 72     |
| 6    | Xodó das Meninas do Jardim América | S Redentora Flor da Liberdade                                       | 72     |
| 7    | Império do Gramacho                | Como Nasceu a Noite, o Embaixado do Sapo, com Sete Portais da Bahia | 69     |
| 8    | Os Brasinhas                       | Sonho em dia de Verão                                               | 67     |
| 9    | Mataram Meu Gato                   | Vamos cantar com Ângela Maria                                       | 67     |
| 10   | Alegria do Parque                  | Festa no Paraíso                                                    | 66     |
| 11   | Baixada do Sapo                    | *                                                                   | 60     |
| 12   | Sentinela de Pilares               | Brasil, Imagens e Turismo                                           | 53     |
| 13   | Brinca Quem Pode de Santa Tereza   | Lendas do Rio Sagrado do Morro de Santa Tereza                      | 50     |
| 14   | Carinhoso de Maria da Graça        | Artistas de Cinema                                                  | 20     |

### Grupo 6
O desfile do Grupo 6 foi realizado a partir das 21 horas da segunda-feira, dia 6 de fevereiro de 1978, na Avenida Nova Iorque, em Bonsucesso.

#### Classificação
Acadêmicos do Vidigal foi o campeão, sendo promovido ao Grupo 5 (no ano seguinte renomeado para 3) junto com Arame de Ricardo. Os últimos colocados foram rebaixados para o Grupo 8 (no ano seguinte renomeado para Grupo 6). Os demais blocos foram mantidos no mesmo grupo.
| Legenda: Promovidos ao Grupo 5 (3) Rebaixados para o Grupo 8 (6) * Sem informação disponível |

| Col. | Bloco                         | Enredo                                   | Pontos |
| ---- | ----------------------------- | ---------------------------------------- | ------ |
| 1    | Acadêmicos do Vidigal         | As 4 Estações do Ano e Principais Festas | 87     |
| 2    | Arame de Ricardo              | O Brasil de Parabéns com a Paz           | 85     |
| 3    | Corações Unidos de Bonsucesso | Gruta dos Amores                         | 85     |
| 4    | Alegria de Padre Miguel       | Tributo à Casa dos Artistas              | 82     |
| 5    | Suco de Camarão               | Alegria, Alegria                         | 78     |
| 6    | Novo Horizonte                | Quincas Berro D'Água                     | 76     |
| 7    | Coroado de Santa Cruz         | Rio - Futebol e Samba                    | 74     |
| 8    | Globo de Ouro                 | Máscara e Brinquedo de Carnaval          | 72     |
| 9    | Mocidade do Pau-Ferro         | Carnaval - Alegria do Povo               | 63     |
| 10   | Unidos do Bairro Central      | As Grandes Noites Cariocas               | 48     |

### Grupo 7
O desfile do Grupo 7 foi realizado a partir das 21 horas da segunda-feira, dia 6 de fevereiro de 1978, na Estrada do Cacuia, na Ilha do Governador.

#### Classificação
Garrafal foi o campeão sendo promovido ao Grupo 5 (no ano seguinte renomeado para Grupo 3) junto com Inocentes da Guarani (vice-campeão). Carinhoso da Penha Circular e Surpresa de Realengo foram promovidos ao Grupo 6 (no ano seguinte renomeado para Grupo 4). Mamãe Não Deixa foi rebaixado para o Grupo 8 (no ano seguinte renomeado para Grupo 6). Os últimos colocados foram rebaixados para o Grupo 9 (no ano seguinte renomeado para Grupo 7). Os demais blocos foram mantidos no mesmo grupo.
| Legenda: Promovidos ao Grupo 5 (3) Promovidos ao Grupo 6 (4) Rebaixado para o Grupo 8 (6) Rebaixados para o Grupo 9 (7) * Sem informação disponível |

| Col. | Bloco                       | Enredo                        | Pontos |
| ---- | --------------------------- | ----------------------------- | ------ |
| 1    | Garrafal                    | História de Um Rei Negro      | 90     |
| 2    | Inocentes da Guarani        | *                             | 87     |
| 3    | Carinhoso da Penha Circular | Sítio do Pica-Pau Amarelo     | 83     |
| 4    | Surpresa de Realengo        | A Rainha Babaô                | 75     |
| 5    | Só Falta Você               | Riquezas do Brasil            | 73     |
| 6    | Unidos da Laureano          | Sonhos de Primavera           | 69     |
| 7    | Mamãe Não Deixa             | Ascenção e Queda dos Palmares | 69     |
| 8    | Durinhos de Padre Miguel    | Carnaval de Ilusões           | 67     |
| 9    | Engrossa                    | No Reino das Pedras Verdes    | 58     |
| 10   | Flor da Vila Norma          | Paquetá - Ilha dos Amores     | 58     |

### Grupo 8
O desfile do Grupo 8 foi realizado a partir das 21 horas do domingo, dia 5 de fevereiro de 1978, na Rua Nerval de Gouveia, em Quintino.

#### Classificação
Turma da Chupeta foi o campeão, sendo promovido ao Grupo 5 (no ano seguinte renomeado para Grupo 3). União da Vila e Bloco do China foram promovidos ao Grupo 7 (no ano seguinte renomeado para Grupo 5). Os últimos colocados foram rebaixados para o Grupo 10 (no ano seguinte renomeado para Grupo 8). Os demais blocos foram mantidos no mesmo grupo.
| Legenda: Promovido ao Grupo 5 (3) Promovidos ao Grupo 7 (5) Rebaixados para o Grupo 10 (8) * Sem informação disponível |

| Col. | Bloco                                | Enredo                                           | Pontos |
| ---- | ------------------------------------ | ------------------------------------------------ | ------ |
| 1    | Turma da Chupeta                     | O Imperador Negro                                | 86     |
| 2    | União da Vila                        | Estação do Amor - Primavera                      | 80     |
| 3    | Bloco do China                       | O Jogo                                           | 76     |
| 4    | Os Liberais do Andaraí               | *                                                | 72     |
| 5    | Mocidade Unida do Estácio de Sá      | Rio, Carnaval e Primavera                        | 68     |
| 6    | União da Ponte                       | Rei Momo em sua Euforia                          | 66     |
| 7    | Mocidade de Santa Margarida          | Volta do Pescador                                | 65     |
| 8    | Unidos da Nova Brasília              | Vida e Morte de Juscelino Kubitschek de Oliveira | 64     |
| 9    | Unidos de Edson Passos               | Jubiabá                                          | 62     |
| 10   | Maravilha da Paciência               | Trio Enamorado                                   | 60     |
| 11   | Colúmbia da Vila Proletária da Penha | A Vida do Pescador                               | 60     |

### Grupo 9
O desfile do Grupo 9 foi realizado a partir das 21 horas do domingo, dia 5 de fevereiro de 1978, na Rua Cônego de Vasconcelos, em Bangu.

#### Classificação
Três Unidos do Lote XV foi o campeão sendo promovido ao Grupo 7 (no ano seguinte renomeado para Grupo 5) junto com Custou mas Saiu. Estrela de Madureira e Guerreiros do Goró foram promovidos ao Grupo 8 (no ano seguinte renomeado para Grupo 6). Unidos da Pereira da Silva foi mantido no grupo. Os últimos colocados foram rebaixados para o Grupo 11 (no ano seguinte renomeado para Grupo 9).
| Legenda: Promovidos ao Grupo 7 (5) Promovidos ao Grupo 8 (6) Rebaixados para o Grupo 11 (9) * Sem informação disponível |

| Col. | Bloco                      | Enredo                        | Pontos |
| ---- | -------------------------- | ----------------------------- | ------ |
| 1    | Três Unidos do Lote XV     | Reminiscências Carnavalescas  | 79     |
| 2    | Custou mas Saiu            | Homenagem ao Criador          | 76     |
| 3    | Estrela de Madureira       | Boi-Bumbá                     | 73     |
| 4    | Guerreiros do Goró         | Praça Tiradentes Ontem e Hoje | 69     |
| 5    | Unidos da Pereira da Silva | Cobra Norato                  | 68     |
| 6    | Gente da Gente             | Salve a Bahia                 | 64     |
| 7    | Unidos da Roquete Pinto    | Catulo da Paixão Cearense     | 60     |
| 8    | Olho Grande                | Rio em Tempo de Carnavais     | 51     |
| 9    | Flor do Bairro             | Nascimento de um Deus Negro   | 42     |
| 10   | União de Bento Ribeiro     | Brasil Índio                  | 35     |

### Grupo 10
O desfile do Grupo 10 foi realizado a partir das 21 horas do domingo, dia 5 de fevereiro de 1978, na Rua Campo Grande, em Campo Grande.

#### Classificação
Arrastão de São João foi o campeão, sendo promovido ao Grupo 7 (no ano seguinte renomeado para Grupo 5). Gavião da Baixada foi mantido no grupo. Os últimos colocados foram rebaixados para o Grupo 11 (no ano seguinte renomeado para Grupo 9). Os demais blocos foram promovidos ao Grupo 9 (no ano seguinte renomeado para Grupo 7).
| Legenda: Promovido ao Grupo 7 (5) Promovidos ao Grupo 9 (7) Rebaixados para o Grupo 11 (9) * Sem informação disponível |

| Col. | Bloco                  | Enredo                    | Pontos |
| ---- | ---------------------- | ------------------------- | ------ |
| 1    | Arrastão de São João   | A Viagem Histórica do Jaú | 78     |
| 2    | Unidos da Venda Grande | A Festa do Pescador       | 72     |
| 3    | Veneno da Suburbana    | A Rainha Canta            | 64     |
| 4    | União da Vila Realengo | Isto É da Bahia           | 61     |
| 5    | Bem Amado              | Rio de Outrora            | 61     |
| 6    | Amor a Natureza        | *                         | 59     |
| 7    | Gavião da Baixada      | Bahia de Meus Amores      | 46     |
| 8    | Independente           | *                         | 44     |

### Grupo 11
O desfile do Grupo 11 foi realizado a partir das 21 horas do domingo, dia 5 de fevereiro de 1978, na Rua Felipe Cardoso, em Santa Cruz.

#### Classificação
Solidão de Cabuis foi o campeão, sendo promovido ao Grupo 7 (no ano seguinte renomeado para Grupo 5). Periquito do Jardim América foi promovido ao Grupo 9 (no ano seguinte renomeado para Grupo 7). Os três últimos blocos foram mantidos no mesmo grupo. Os demais foram promovidos para o Grupo 10 (no ano seguinte renomeado para Grupo 8). 
| Legenda: Promovido ao Grupo 7 (5) Promovidos ao Grupo 9 (7) Promovidos ao Grupo 10 (8) * Sem informação disponível |

| Col. | Bloco                       | Enredo                                            | Pontos |
| ---- | --------------------------- | ------------------------------------------------- | ------ |
| 1    | Solidão de Cabuis           | A Festa dos Pássaros                              | 89     |
| 2    | Periquito do Jardim América | O Sítio do Pica-Pau Amarelo                       | 87     |
| 3    | Lambe Copo                  | Exaltação à Primavera                             | 73     |
| 4    | Roda Quem Pode              | *                                                 | 71     |
| 5    | Dragões de Camará           | Área de Lazer                                     | 70     |
| 6    | Anjo da Guarda              | Negrinho do Pastoreio                             | 69     |
| 7    | Nosso Sonho                 | Fantasias e Tipos Singulares dos Velhos Carnavais | 64     |
| 8    | Unidos de Anchieta          | Rio, Berço do Samba                               | 55     |
| 9    | Portelinha                  | Festa do Congo (Congada)                          | 55     |
| 10   | Unidos do Antares           | *                                                 | 46     |
| 11   | Bafo do Cabrito             | *                                                 | 44     |

## Frevos carnavalescos
O desfile dos clubes de frevo foi realizado na segunda-feira, dia 6 de fevereiro de 1978, na Avenida Rio Branco.

### Classificação
Lenhadores foi o campeão.
| Legenda: Desfile dos Campeões |

| Col. | Frevo        | Enredo                            | Pontos | Desempate         |
| ---- | ------------ | --------------------------------- | ------ | ----------------- |
| 1    | Lenhadores   | Danças, Lendas e Costumes Gaúchos | 55     | -                 |
| 2    | Pás Douradas | Algodão, Ouro Branco do Brasil    | 53     | -                 |
| 3    | Toureiros    | Foliões e Folguedos Pernambucanos | 47     | Evolução (7 pts.) |
| 4    | Vassourinhas | Lendas e Mitos da Amazônia        | 47     | Evolução (6 pts.) |

## Ranchos carnavalescos
O desfile dos ranchos foi realizado na segunda-feira, dia 6 de fevereiro de 1978, na Avenida Rio Branco.

### Classificação
Aliados de Quintino foi o campeão.
| Legenda: Desfile dos Campeões * Sem informação disponível |

| Col. | Rancho                   | Enredo                                               | Pontos | Desempenho     | Desempenho       |
| ---- | ------------------------ | ---------------------------------------------------- | ------ | -------------- | ---------------- |
| 1    | Aliados de Quintino      | O Mundo Encantado do Faz de Conta                    | 71     | -              | -                |
| 2    | Independentes do Catumbi | *                                                    | 69     | -              | -                |
| 3    | Decididos de Quintino    | A Primavera                                          | 68     | -              | -                |
| 4    | Império de São Cristóvão | Alegria, Alegria                                     | 63     | Marcha (9 pts) | Evolução (8 pts) |
| 5    | Azulões da Torre         | No Vale das Pedras Verdes                            | 63     | Marcha (9 pts) | Evolução (7 pts) |
| 6    | Recreio da Saúde         | O que a Natureza Negou                               | 63     | Marcha (7 pts) | -                |
| 7    | Unidos do Cunha          | Ameno Resedá, Flor do Abacate, Caprichosos da Estopa | 57     | -              | -                |
| 8    | Lira de Vila Isabel      | Rei do Carnaval                                      | 56     | -              | -                |
| 9    | Parasitas de Ramos       | Bravos Jangadeiros                                   | 54     | -              | -                |
| 10   | União dos Caçadores      | Reminiscências Carnavalescas do Catumbi              | 49     | -              | -                |

## Sociedades carnavalescas
O desfile das grandes sociedades foi realizado a partir da noite da terça-feira, dia 7 de fevereiro de 1978, na Avenida Rio Branco. O clube Tenentes do Diabo não participou do desfile.

### Classificação
Clube dos Embaixadores foi o campeão.
| Legenda: Desfile dos Campeões * Sem informação disponível |

| Col. | Sociedade               | Enredo                          | Pontos | Desempate                       |
| ---- | ----------------------- | ------------------------------- | ------ | ------------------------------- |
| 1    | Clube dos Embaixadores  | Luz, Cor e Fantasia             | 63     | -                               |
| 2    | Pierrôs da Caverna      | *                               | 53     | Conjunto de alegorias (18 pts.) |
| 3    | Embaixada do Sossego    | Lendas e Mistérios da Bahia     | 53     | Conjunto de alegorias (17 pts.) |
| 4    | Clube dos Independentes | Telecomunicações                | 48     | -                               |
| 5    | Clube dos Cariocas      | Homenagem ao Metrô              | 47     | -                               |
| 6    | Clube dos Fenianos      | A Evolução da Música Brasileira | 46     | -                               |
| 7    | Turunas de Monte Alegre | Pedras Preciosas do Brasil      | 28     | -                               |

## Desfile dos Campeões
O Desfile dos Campeões foi realizado a partir da noite do sábado, dia 11 de fevereiro de 1978, na Rua Marquês de Sapucaí. Marcado para as 17 horas, teve início duas horas mais tarde. Participaram do desfile as duas escolas mais bem colocadas dos grupos 1 e 2, a escola vencedora do Grupo 3, e os vencedores dos concursos de blocos, frevos, ranchos e sociedades. Cerca de 80 mil pessoas compareceram ao evento.
| Ordem dos desfiles |
| 1. Difícil É o Nome 2. Lenhadores 3. Cardosão 4. Mocidade de São Matheus 5. Cometas do Bispo 6. Clube dos Embaixadores 7. Aliados de Quintino 8. Canários das Laranjeiras 9. Unidos de São Cristóvão 10. Vai Se Quiser 11. Imperatriz Leopoldinense 12. Em Cima da Hora 13. Unidos de São Carlos 14. Estação Primeira de Mangueira 15. Beija-Flor |